# Pina Menichelli
Giuseppa Iolanda Menichelli (10 de enero de 1890 – 29 de agosto de 1984), conocida profesionalmente como Pina Menichelli, fue una actriz italiana. Tras una carrera en el teatro y una serie de pequeños papeles en el cine, Menichelli se lanzó como estrella cinematográfica cuando Giovanni Pastrone le dio el papel protagonista en The Fire (1916). Durante los nueve años siguientes, Menichelli rodó una serie de películas, a menudo aprovechando su imagen de diva y su erotismo apasionado y decadente. Menichelli se convirtió en una estrella mundial y en una de las actrices más apreciadas del cine italiano antes de retirarse en 1924, a los 34 años.
Desde su muerte, se han proyectado restauraciones de las películas de Menichelli en importantes festivales de cine, y su filmografía ha sido reensamblada y revaluada por historiadores del cine.

## Biografía

### Primeros años
Giuseppa Iolanda Menichelli nació el 10 de enero de 1890 en Castroreale, un pequeño pueblo de la provincia de Mesina, Sicilia. Sus padres, Cesare y Francesca Malvica, eran actores de teatro itinerantes, que actuaban en lengua siciliana. Los Menichelli formaban parte de una dinastía de intérpretes, entre los que se encontraba Nicola Menichelli, un importante cómico del siglo 18. Su hermana mayor, Lilla, su hermana menor, Dora, y su hermano Alfredo se convirtieron en actores. Pina Menichelli se educó en la escuela católica Sacre Cuore de Bolonia.
Perteneciente a una familia de actores itinerantes, Menichelli comenzó a actuar de niña. Su primer papel importante fue en 1907 en una compañía teatral dirigida por Irma Gramatica y Flavio Andò, que realizó una gira por Argentina en 1908. Menichelli se casó y fijó su residencia en Buenos Aires en 1909.

### Inicio de su carrera cinematográfica
Tras su regreso a Italia en 1912, Menichelli actuó en unas treinta y cinco películas realizadas por Cines de Roma en 1913–1915. Al principio, Menichelli tuvo papeles en películas de acción y aventuras (Le mani ignote, Zuma and Il banchiere),, antes de obtener papeles secundarios en varias películas basadas en actrices famosas, como Hesperia (Olga Mambelli), Soava Gallone y Gianna Terribili-Gonzales. Menichelli recibió críticas positivas por sus interpretaciones en In Contrasto (1913), Il siero del dottor Kean (1913) y La barca nuziale (1913). Menichelli interpretó a Cleopatra en Cajus Julius Caesar (1914), pero todas sus escenas fueron eliminadas de la película final.
En la epopeya napoleónica Scuola d'eroi (1914), Menichelli hizo un cameo como tamborilera. Cuenta la leyenda que su actuación impresionó a Giovanni Pastrone, director de Cabiria, quien cortó un fotograma de la película y ordenó que la desconocida actriz fuera llevada a Itala Films de Turín. Sin embargo, las críticas de sus últimas películas en Cines sugieren que Menichelli estaba en camino de alcanzar el estrellato cinematográfico antes de su traslado a Itala Films. Menichelli se había convertido en protagonista de largometrajes, y sus interpretaciones recibieron críticas generalmente positivas, lo que le valió comparaciones favorables con Lyda Borelli y Francesca Bertini, las dos actrices más famosas del cine italiano de la época. Un crítico destacó el "talento fuera de lo común" de Menichelli en Alla Deriva (1915). Comentando La casa di nessuno (1915), otro crítico señaló: "Al público le gusta Menichelli, y eso es suficiente. Podría decir que a mí también me gusta."

### Avance en el cine: Il Fuoco and Tigre Reale
En 1915, Giovanni Pastrone decidió lanzar a Menichelli como estrella de cine y le dio el papel protagonista en Il Fuoco (The Fire), que fue un éxito mundial de popularidad y crítica. Esta aclamación catapultó a Menichelli a las filas de las divas del cine mejor pagadas, como Francesca Bertini y Lyda Borelli. La película no guardaba ninguna relación formal con la novela homónima de Gabriele d'Annunzio, y fue desarrollada a partir de un guion de Febo Mari, coprotagonista de Menichelli. Sin embargo, la película estaba llena de temas d'Annunzianos de pasión violenta, poder y decadencia. La película se divide en tres partes: La Favilla (la chispa), La Vampa (la llama) e Il Cenere (las cenizas), que se corresponden con las tres fases de la relación entre el aristocrático poeta de Menichelli y el empobrecido pintor de Mari. El cartel original de Il Fuoco representa un momento clave de la película. El personaje de Menichelli derriba una lámpara de aceite y pide al personaje de Mari que elija entre el amor y la pasión que lo consume todo, y él elige lo segundo.El sombrero de plumas, las largas capas y los gestos feroces de Menichelli la asemejan a un búho y refuerzan uno de los motivos de la película: el vínculo entre la mujer fatal y las aves rapaces. Menichelli se ganó el apodo de 'Our Lady of Spasms' por sus gestos bruscos en esta película.

Menichelli en Tigre Reale (1916).

En 1916, el estatus de Menichelli como diva de la pantalla se consolidó con Tigre Reale (Royal Tiger), dirigida por Giovanni Pastrone. El guion fue una adaptación libre de una novela de Giovanni Verga, que se negó a que su nombre apareciera en el cartel o en los créditos de la película. La trama gira en torno a un diplomático, La Ferlita (Alberto Nepoti), que se enamora de la condesa rusa Natka (Menichelli). Natka anima con frecuencia a La Ferlita y luego la rechaza, y su historia de amor se ve interrumpida por un largo flashback de la anterior relación de Natka con un joven revolucionario llamado Dolski (Febo Mari). En medio de unas hermosas escenas de nieve, el encuentro fortuito de la condesa Natka con Dolski desemboca en un apasionado romance. Exiliado en Siberia, Dolski traiciona a Natka y se suicida cuando ésta le descubre. Tras contarle la historia a La Ferlita, Natka desaparece durante varios meses, y La Ferlita es incapaz de encontrarla. Cuando la condesa y el diplomático se encuentran, están encerrados en una habitación de un gran teatro y hotel, que arde en llamas. Las impresionantes escenas del incendio se realizaron con la ayuda del experto director de fotografía Segundo de Chomon. La estructura de la película demuestra el dominio de Pastrone de la forma cinematográfica. Pastrone hizo un excelente uso de los flashbacks y destacó los paralelismos de la narración con un eficaz sistema de montaje. Tigre Reale fue un gran éxito comercial.
En Il Fuoco y Tigre Reale, Menichelli impresionó al público con su "...carga erótica, sus miradas seductoras y sus provocativos movimientos corporales", y se consagró como la mujer fatal del cine mudo italiano. Tanto Il Fuoco como Tigre Reale son ejemplos perfectos de lo que Aldo Bernardini definió como "cine de frac." Ambas películas permitían al público adentrarse en la excitante vida de las clases altas, un mundo imaginario de lujo en el que era posible transgredir los estrictos códigos morales de la sociedad italiana.  En términos más generales, ambas películas también se han mencionado como clásicos del género de las divas, aunque el estilo interpretativo de Menichelli era muy diferente de los estilos más teatrales de Francesca Bertini y Lyda Borelli. Mientras Bertini rechazaba los primeros planos al principio de su carrera, Menichelli conseguía expresar mucha emoción en ellos.  A diferencia de Bertini, Menichelli no pretendía ser la "creadora" de su personaje y trabajaba a las órdenes de sus directores.

### Carrera en Itala Films
Sólo se conserva un breve fragmento de Gemma di Sant'Eremo (1916), lo que dificulta cualquier juicio sobre la película o la interpretación de Menichelli. La película fue un éxito en España, Francia y América Central.En Italia, el final de la película fue cambiado por orden de la censura italiana, y la película fue un fracaso comercial. La misma suerte corrió L'Olocausto, realizada por Itala en 1915, que no se estrenó en Italia hasta 1919, tras ser recortada de 1400 a 955 m. La película fue un fracaso comercial en Italia. Sin embargo, L'Olocausto se estrenó sin censura en Gran Bretaña, Francia y Alemania, y fue un éxito comercial.
En 1918, La moglie di Claudio (Claudio's wife) fue prohibida en los cines por la junta de censura italiana porque Menichelli era "troppo...affascinante!" (demasiado...fantastica!) en la película. Una Sventella (1918) se estrenó con críticas moderadas. En 1919, Menichelli protagonizó Il padrone delle ferriere (The boss of the ironworks) junto a Amleto Novelli, uno de los actores italianos más famosos de la época. La película fue un gran éxito comercial y de crítica.

### Traslado a Rinascimento Film
En 1919, Menichelli rompió a llorar cuando pidió permiso a Giovanni Pastrone para abandonar Itala Films. Durante sus cuatro años en Itala Films, la carrera de Menichelli había alcanzado grandes cotas, y su salario había pasado de 12.000 liras anuales a 300.000. Menichelli se trasladó a Rinascimento Film de Roma, que había sido fundada específicamente para ella por el barón Carlo D'Amato, y rodó un total de trece películas entre 1919 y 1923. A pesar de la profunda crisis de la industria cinematográfica italiana durante esos años, las películas de Menichelli siguieron cosechando buenos resultados comerciales gracias a su popularidad en algunos países, como México, y al atractivo calculado de Rinascimento Film para los mercados de exportación, que incluía la adaptación de textos extranjeros y la inclusión de coprotagonistas extranjeros junto a Menichelli.

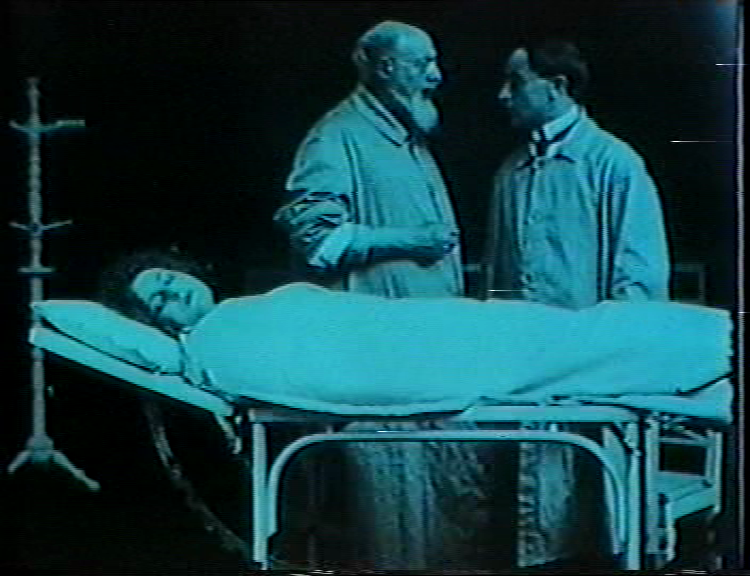
Una inconsciente Pina Menichelli en el inicio de Storia di una donna

En 1920, Menichelli protagoniza La Storia di Una Donna (The Story of a Woman), su primera producción en Rinascimento Film. La historia del protagonista se cuenta a través de un extenso flashback, algo inusual para la época. Una mujer inconsciente con heridas de bala es llevada al hospital de la ciudad. Tras hablar con su médico, un detective encuentra el diario de la mujer, que se utiliza para contar la historia de su vida. Al final de la película, la desconocida muere sin recobrar el conocimiento, y el detective se dispone a detener a su asesino. Los decorados y los interiores, extravagantes en las películas anteriores de Menichelli, se reducen al mínimo, y la película utiliza una iluminación de clave baja similar a la de los expresionistas alemanes, creando grandes zonas de sombra en el decorado.
En 1922, Rinascimento Film decidió adaptar una obra del autor inglés Arthur Wing Piñero titulada The Second Wife. Menichelli viajó a Londres para rodar las escenas exteriores. La película resultante, La Seconda Moglie (1922), fue elogiada por la crítica inglesa e italiana.
En 1923, el último año de su carrera, Menichelli protagonizó dos comedias románticas desenfadadas, La Dama di chez Maxim y Occupati D'Aemilia. Su coprotagonista en ambas películas fue el actor francés Marcel Lévesque, más conocido por sus papeles cómicos en las películas por entregas de Louis Feuillade Les Vampires (1915) y Judex (1917). Esto supuso un cambio respecto a sus habituales papeles serios, y ambas películas fueron muy populares entre el público.

### Retiro
Menichelli se retiró de la industria cinematográfica muda en 1924.

## Vida personal y familia
Durante una gira teatral por Argentina en 1909, Pina Menichelli se casó con un italoargentino, Libero Pica, y la pareja tuvo tres hijos. Uno de ellos, un varón, nació en 1909 y murió poco después. El segundo, un hijo llamado Manolo, nació en 1910. La pareja se separó cuando Menichelli estaba embarazada de su tercer hijo, una hija llamada Cesarina, que nació en Milán en 1912.
El hecho de que Menichelli fuera una "mujer separada" era bien conocido por el público italiano, a diferencia de Emilio Ghione, una de las estrellas de cine italianas más famosas de la década de 1910, que se las arregló para ocultar a su esposa separada.
A la muerte de su primer esposo, que siempre se negó a anular su matrimonio, Menichelli se casó en 1924 con el barón Carlo D'Amato, fundador de Rinascimento Film. Menichelli se retiró de la vida pública y rechazó todo contacto con historiadores del cine. Menichelli también destruyó todos los documentos y fotografías relacionados con su carrera cinematográfica que estaban en su poder.
Menichelli falleció en Milán el 29 de agosto de 1984.

## Filmografía
| - Le mani ignote, dirigida por Enrique Santos (1913) - Zuma, dirigida por Baldassarre Negroni (1913) - Il lettino vuoto, dirigida por Enrico Guazzoni (1913) - Il romanzo, dirigida por Nino Martoglio (1913) - La porta chiusa, dirigida por Baldassarre Negroni (1913) - Retaggio d’odio, dirigida por Nino Oxilia (1914) - Scuola d’eroi, dirigida por Enrico Guazzoni (1914) - La parola che uccide, dirigida por Augusto Genina (1914) - Il grido dell’innocenza, dirigida por Augusto Genina (1914) - Giovinezza trionfa!, regia di Augusto Genina (1914) - Lulù, dirigida por Augusto Genina (1914) - I misteri del castello di Monroe, dirigida por Augusto Genina (1914) - Ninna nanna, dirigida por Guglielmo Zorzi (1914) - Julius Caesar, dirigida por Enrico Guazzoni (1914) - La morta del lago, dirigida por Enrico Guazzoni (1915) - Alla deriva, dirigida por Enrico Guazzoni (1915) - Il sottomarino n. 27, dirigida por Nino Oxilia (1915) - Alma mater, dirigida por Enrico Guazzoni (1915) - Papà, dirigida por Nino Oxilia (1915) - La casa di nessuno, dirigida por Enrico Guazzoni (1915) - The Fire, dirigida por Giovanni Pastrone (1915) - Tigre reale, dirigida por Giovanni Pastrone (1916) | - La trilogia di Dorina, dirigida por Gero Zambuto (1916) - Gemma di Sant'Eremo, dirigida por Alfredo Robert (1916) - Una sventatella, dirigida por Gero Zambuto (1916) - La passeggera, dirigida por Gero Zambuto (1918) - La moglie di Claudio, dirigida por Gero Zambuto (1918) - L'olocausto, dirigida por Gero Zambuto (1918)-conocida como Golden Plait en Inglaterra. - Il giardino incantato, dirigida por Eugenio Perego (1918) - The Railway Owner, dirigida por Eugenio Perego (1919) - Noris, dirigida por Augusto Genina y Eugenio Perego (1919) - A Woman's Story, dirigida por Eugenio Perego (1920) - La disfatta dell’Erinni, dirigida por Eugenio Perego (1920) - The Story of a Poor Young Man, dirigida por Amleto Palermi (1920) - La verità nuda, dirigida por Telemaco Ruggeri (1921) - Le tre illusioni, dirigida por Eugenio Perego (1921) - L'età critica, dirigida por Amleto Palermi (1921) - The Second Wife, dirigida por Amleto Palermi (1922) - L'ospite sconosciuta, dirigida por Telemaco Ruggeri (1923) - La donna e l'uomo, dirigida por Amleto Palermi (1923) - La dama de Chez Maxim's, dirigida por Amleto Palermi (1923) - Una pagina d’amore, dirigida por Telemaco Ruggeri (1923) - La biondina, dirigida por Amleto Palermi (1923) - Take Care of Amelia, dirigida por Telemaco Ruggeri (1925) |

## Copias de películas supervivientes
Al igual que muchas películas mudas, muchas de las películas de Menichelli se han perdido porque la película de nitrato era muy inflamable y a menudo se desechaba. Se han proyectado restauraciones de las películas de Menichelli en importantes festivales de cine, como el Festival de Cine de Nueva York y el Festival de Cine Mudo de Pordenone.
Las siguientes películas se conservan en archivos cinematográficos:
- Una tragedia al cinematografo (1913) se conserva en el EYE Film Institute en los Países Bajos.[38]
- Zuma (1913) se conserva en el Cineteca Nazionale, Roma, Italia.[38]
- The fire (Il fuoco) (1916) se conserva en los archivos del Museo Nacional del Cine de Italia, Turín, Italia.[39]
- Tigre reale (1916), se conserva en los archivos del Italian National Cinema Museum, Turín, Italia, y en los archivos en el Cineteca Nazionale, Rome, Italy.[40]
- Gemma di Sant'Eremo (1916), se conserva en los archivos en el Cineteca Nazionale, Roma, Italia.[38] Solo un fragmento de la película sobrevive.[18]
- Il padrone delle ferriere (1919) is preserved in the archives of the Italian National Cinema Museum, Turin, Italy.[41]
- La storia di una donna (1920), se conserva en el Cineteca of Bologna, Bolonia, Italia.[42]